# Saeed Jaffrey
Saeed Jaffrey, född 8 januari 1929 i Malerkotla, Punjab, död 15 november 2015 i London, var en indiskfödd brittisk skådespelare. Han var 1958–1966 gift med matexperten Madhur Jaffrey.

## Filmografi (i urval)
- 1999 – Coronation Street (TV-serie)
- 1988 - Bedragarna
- 1985 - Min sköna tvättomat
- 1984 - Juvelen i kronan (TV-serie)
- 1984 - En färd till Indien
- 1984 - Dalen bortom bergen (TV-serie)
- 1982 - Gandhi
- 1978 – Döden på Nilen
- 1975 - Flykten mot Botswana
- 1975 - Mannen som ville bli kung